# Aimé Jacquet
Aimé Étienne Jacquet, francoski nogometaš in trener, * 27. november 1941, Sail-sous-Couzan, Francija.

## Nogometaš

### Član ekip
- AS Saint-Étienne: 1961 do 1973
- Olympique Lyonnais: 1973 do 1976

### Dosežki
- Prvak francoske nogometne lige 1964, 1967, 1968, 1969, 1970
- Zmagovalec francoskega nogometnega pokala 1962, 1968, 1970

## Trener

### Ekipe
- Olympique Lyonnais: 1976 do 1980
- Girondins de Bordeaux: 1980 do 1989
- Montpellier HSC: 1989-1990
- AS Nancy-Lorraine: 1990-1991
- Francija: 1993 do 1998

### Naslovi
- Prvak francoske nogometne lige 1984, 1985, 1987
- Zmagovalec francoskega pokala 1986 and 1987
- Svetovni prvak 1998

## Nagrade
Aimé Jacquet je postal Chevalier (vitez) francoske legije časti leta 1998; Officier (častnik) je postal leta 2007.